# عباس أبو شقرا
عباس محمود أبو شقرا (1880 - 3 نوفمبر 1943) صحفي وشاعر وناشط سياسي لبناني.  من عماطور بقضاء الشوف ينتمي إلى عائلة درزية. انتقل إلى مصر وعمل مع روّاد الصحافة العربية، ثم هاجر إلی الولايات المتحدة في 1907. أصدر جريدة البرهان في 1920. إنتخب السكرتير العام لحزب سوريا الجديدة في 1926. كانت له نشاطات سياسية وصحافية معارضاً للانتداب الفرنسي على سوريا ولبنان. 

## سيرته
ولد عباس بن محمود بن نجم بن معضاد أبو شقرا سنة 1880 في‌ عماطور وتعلم بالمدارس المحلية ثم ذهب إلى المدرسة الوطنية في الشويفات في 1894 وعندما أنهى دروسه الثانوية سافر إلى مصر سنة 1900 وعمل محرراً في جريدة المقطم حتى سنة 1904 وتعرّف هناك على عدد من كبار الشخصيات مثل سعد زغلول ومكرم عبيد وأحمد شوقي وحافظ إبراهيم.
 
عاد إلى لبنان فلم يمكث طويلاً بل سافر إلى الولايات المتحدة الأميركية سنة 1907 واشتغل في الصحافة فكتب في معظم الصحف المهجرية منها الهدى والبيان ونهضة العرب وغيرها، ولفترة من الزمن كان شريكاً لسليمان بدور في جريدة البيان سنة 1910 وأسهم في تحريرها.
 
وفي تشرين الأول 1920 أصدر جريدة البرهان بالاشتراك مع رشيد تقي الدين وفي 1926 انتخب السكرتير العام لحزب سوريا الجديدة. وكان يجمع المساعدات ويرسلها إلی ثوار السوريين. حضر إلی الوطن في 1934 ففرضت عليه السلطات الفرنسية بألا يبقى في لبنان أكثر من ثلاثة أيام فذهب إلى اللاذقية ثم دمشق حيث استقبله رجال الحركة الوطنية منهم شكري القوتلي وخالد العظم وجميل مردم بك. عمل على إزالة الخلاف وإحلال الصلح والاتفاق بينهم. ثم ذهب من هناك لزيارة ابنه محمد في‌ العراق وعندما سمح له الفرنسيون عاد إلى لبنان في 1940 ولزم بلدته.
 
توفي بالسكتة القلبية في 3 تشرين الثاني 1943 ودفن في عماطور. له ولدان محمد ورؤوف.

## مؤلفاته
- ديوان العواطف، نشرت في 1992. [2]